# Конні Палмен
Конні Палмен (нід. Aldegonda Petronella Huberta Maria "Connie" Palmen; нар. 25 листопада 1955, Сінт-Оділіенберг) — голландська письменниця, нагороджена рядом літературних премій: «Gouden Ezelsoor», АКО, Libris Prize.

## Життєпис
Народилася 25 листопада 1955 року у селищі Сінт-Оділіенберг, провінція Лімбург. У 1986 році вона закінчила факультет голландської літератури та філософію в Амстердамському університеті. Її дебютний роман «De wetten» був опублікований у 1991 році. Книга мала безпрецедентний успіх і обсяги тиражу сягнули понад 400 000 примірників в рік видання. Роман «De wetten» у 1992 році отримав літературну премію Gouden Ezelsoor за найкращий літературний дебют. Надалі книга була перекладена на 24 мови, була названою «Європейською новелою року» (1992), а в 1996 році була номінована на Дублінську літературну премію. У 1995 році Палмен видала свою другу книгу «De vriendschap», яка отримала ряд призів, включаючи літературний приз — АКОAKO. В період з 1991 по 1995 рік Палмен жила з письменником, журналістом, радіоведучим — Іше Майєром. Після того, як в 1995 році Майєр помер, Палмен опублікувала автобіографічний роман «I.M»., який вийшов у першому виданні тиражем 100 000 примірників 14 лютого 1998 року і отримав визнання в Нідерландах та Німеччині. У 1999 році вона написала «Boekenweekgeschenk De erfenis», що вийшов тиражем 750 000 примірників. За допомогою романів «Geheel de uwe» (2002) та «Lucifer» (2007) Палмен літературним шляхом досліджувала вплив пліток та біографічних оповідань на життя її героїв. З 1998 року Палмен почала жити разом з політиком і державним міністром — Ганс ван Мірло. Пара зыграла весілля 11 листопада 2009 року, але згодо Ганс ван Мерло помер 11 березня 2010 року. 1 вересня 2015 року з'явився її новий роман «Jij zegt het», яки був відзначений в 2016 році літературною премією — «Libris Prize».

## Твори
- De wetten (1991)
- De Vriendschap (1995)
- I.M. Ischa Meijer — In Margine. In Memoriam (1998)
- De erfenis (1999)
- Echt contact is niet de bedoeling: Lezingen en beschouwingen (2000)
- Geheel de uwe (2002)
- Lucifer (2007)
- Logboek van een onbarmhartig jaar (2011)
- Jij zegt het (2015)
- De zonde van de vrouw (2017)[6]